# Vrbový potok (přítok Boreckého potoka)
Vrbový potok je malý vodní tok v Krušných horách, pravostranný přítok Boreckého potoka v okrese Karlovy Vary. Je dlouhý 2,8 km.

## Průběh toku
Potok pramení v Krušných horách v nadmořské výšce asi 750 m na území zaniklé osady Arnoldov, části města Ostrov v okrese Karlovy Vary. Pramen se nachází na jižním svahu vrchu Hlaváč (908 m). Od pramene teče zalesněnou krajinou na jih a přibližně jižní směr si udržuje celý tok potoka. Na území zaniklého Arnoldova roste při jeho pravém břehu památný strom Arnoldovská lípa. Ve Vykmanově se u ochranné zdi Věznice Ostrov na rozhraní Krušných hor a Sokolovské pánve, okrsku Ostrovská pánev, zprava vlévá do Boreckého potoka.